# Spiegelgrotte (Flensburg)

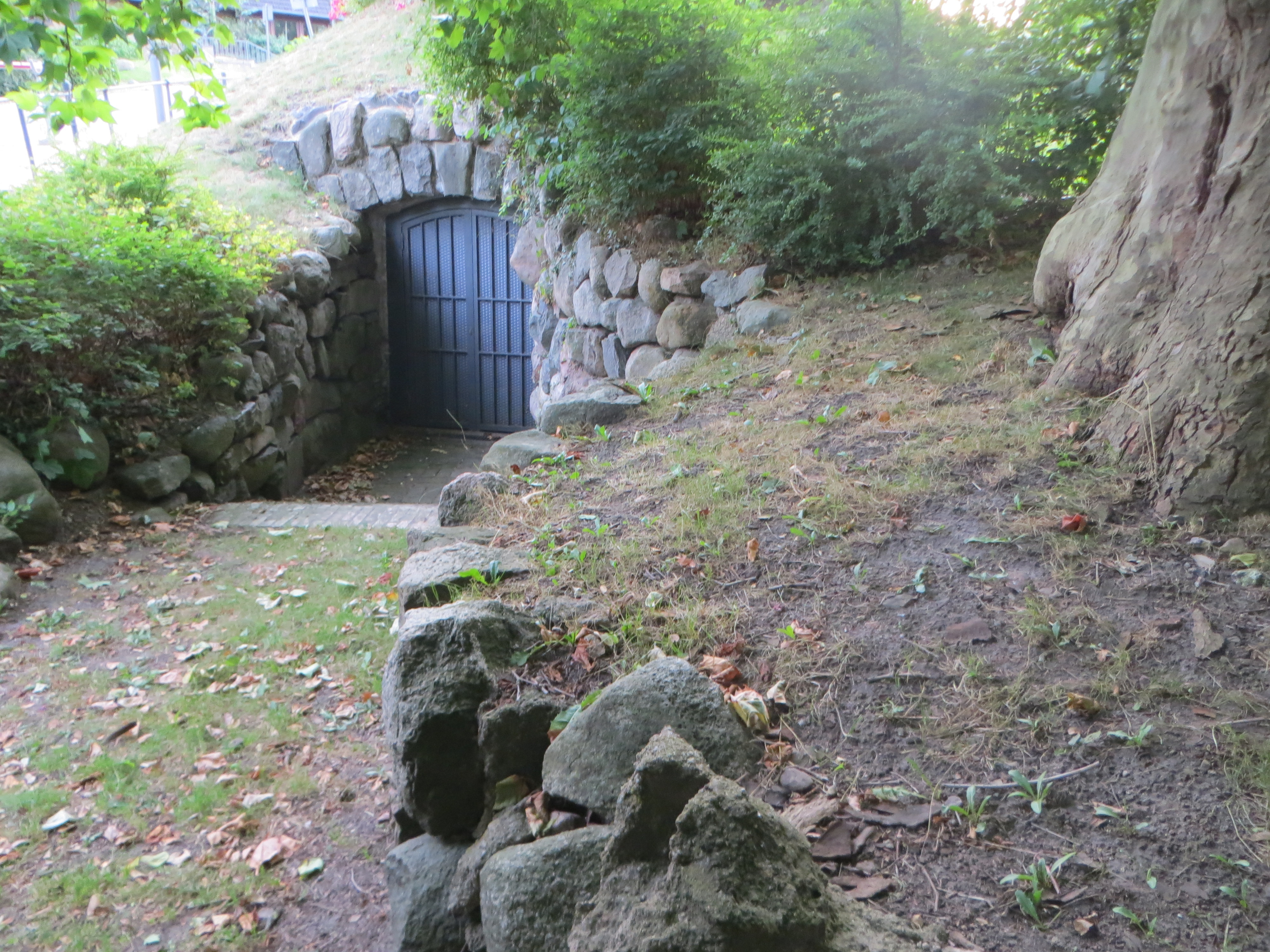
Einer der beiden Eingänge zur Spiegelgrotte (Foto 2013)

Die Spiegelgrotte befindet sich auf dem Museumsberg in Flensburg. Sie wurde um 1823 im Auftrag des Westindienkaufmanns Andreas Christiansen jun. errichtet. 2008 bis 2009 wurde sie renoviert. Es handelt sich um einen unterirdischen achteckigen, durch Spitzbogenblenden gegliederten Zentralbau, der ehemals mit 13 Spiegeln ausgekleidet war, um die Kammer unendlich groß aussehen zu lassen. Spekuliert wird, ob dieser Bau für Kulte der Freimaurerei in Flensburg diente.
Die Spiegelgrotte steht unter Denkmalschutz.